# Nicolaus Gallus
Nicolaus Gallus (Köthen, 1516 körül – Bad Liebenzell, 1570 július 15.) német lutheránus teológus. A regensburgi reformáció vezető alakja volt. Regensburgban reformátorként jelentős szerepet játszott a protestáns egyház új szervezeti struktúrájának kialakításában.

## Életpályája
Nikolaus Hahn néven született Köthenben Peter Hahn (megh. 1525. január 23.), anhalti udvari tanácsos és polgármester és felesége, Anna, született Gottschalk fiaként. A Gallus nevet csak később vette fel. Már 1530-ban beiratkozott Wittenbergi egyetemre, és 1537-ben ott lett mesterszakos hallgató. Philipp Melanchthon ajánlólevelével utazott Dél-Németországba. Amikor 1542-ben Regensburgban bevezették a reformációt, és a zsinat egy tekintélyes lutheránus prédikátort kért Nürnbergből, először Johann Forster utazott Regensburgba, őt követte 1543-ban Hieronymus Noppus Wittenbergből, akit Gallus diakónus kísért, akit Johannes Bugenhagen szentelt fel. Gallus 1544-ben megnősült Regensburgban és kénytelen volt elhagyni a várost, amikor az augsburgi interim után megírta "Bedenken auf das Interim" című kritikai művét.
Gallus visszatért Wittenbergbe, prédikátor lett a wittenbergi vártemplomban, egy ideig az idősebb Caspar Crucigert helyettesítette, majd hamarosan a magdeburgi Szent Ulrich-templomba hívták. Ott csatlakozott Matthias Flaciushoz és harcolt a filippisták ellen. A város 1550-es kapitulációja után eleinte ott maradt, de 1553-ban visszatérhetett Regensburgba, ahol ettől kezdve a gnesiolutheránus álláspontot képviselte. Gallus regensburgi szuperintendensként aktívan támogatta a mindig anyagi nehézségekkel küzdő Michael Ostendorfer festőt, akitől megbízást kapott, hogy készítsen fametszeteket a reformációs irodalom könyvillusztrációihoz, 1554-ben pedig megbízást kapott egy reformációs oltár elkészítésére a Neupfarrkirche számára.
Melanchthon mellett Gallus Johannes Brenz ellen is harcolt, aki azonban ügyesen válaszolt neki. Gallus képviselte pártját az 1557-es frankfurti konventen, és sikerült megnyernie Regensburg városát is. Gyülekezete tisztelte a vitatott teológust szorgalmáért, egyenes tartásáért és szigorú életmódjáért. Regensburgban például kitartóan harcolt a törvénytelenül működő női menedékházak eltörléséért, különösen a birodalmi kongresszusok idején. Ennek eredményeként a városi tanács 1553-ban úgy döntött, hogy bezáratja és eladja a "kéjházakat".
Gallus a harcok során gyorsan megöregedett, és egy kúra során meghalt. Holttestét Regensburgba szállították és ott temették el.